# Magomed Tajoudinovitch Gadjiev
Magomed Tajoudinovitch Gadjiev (en russe : Магомед Тажудинович Гаджиев), né le 7 avril 1965 à Makhatchkala, en république socialiste soviétique autonome du Daghestan en URSS, est un homme politique et public russe. Il est député de la Douma d'État de l'Assemblée fédérale de la fédération de Russie des IVème, Vème, VIème et VIIème convocations. Il est membre de la faction du parti Russie unie (Iedinaïa Rossia), membre du Comité pour le développement de la société civile et les problèmes des associations publiques et religieuses.

## Biographie
En 1996, il a terminé ses études à l'Institut de gestion et d'affaires de Makhatchkala; en 1998, il a fini sa formation à la faculté de droit de l'université d'État du Daghestan.
Après la démobilisation des Forces armées, il a été nommé directeur adjoint (1985-1994), ensuite, directeur (1994-1996) du dépôt d’approvisionnement Khushetskaya de l'Association Dagvino de la république socialiste soviétique autonome du Daghestan. En 1996, après avoir obtenu son diplôme de l'institut, il a été embauché au poste de chef adjoint de la direction de la protection, la reproduction des stocks de poissons et la réglementation de la pêche dans la région située à l’Ouest de la mer Caspienne. Depuis 1998 à 2001, il a été nommé au poste de chef adjoint de l'inspection des impôts de la république du Daghestan, puis il a été nommé chef adjoint de la direction du ministère des Impôts et Taxes de la république du Daghestan.
Depuis 2001, il est titulaire du poste de chef adjoint de l'Inspection interrégionale du Ministère des impôts et taxes de la fédération de Russie pour le district fédéral du Sud. En décembre 2003, il a été élu député de la Douma d'État de la IVème convocation.
En 2007, il a été élu député de la Douma d'État de la Vème convocation au sein de la liste fédérale de candidats présentée par le Parti politique russe Russie unie.
En décembre 2011, il s’est porté candidat du parti Russie unie aux éléctions à la Douma d'État la fédération de Russie, selon les résultats de la répartition des mandats, il a été élu député de la Douma d'État de la VIème convocation. En septembre 2016, il s’est porté candidat du parti Russie unie aux élections à la Douma d'État la fédération de Russie, selon les résultats de la répartition des mandats, il a été élu député de la Douma d'État de la VIIème convocation.
En juin 2022, lors de l'opération militaire russe en Ukraine, Magomed Gadjiev, sur ses fonds personnels, a envoyé une aide humanitaire en faveur des habitants des régions de Donetsk et de Lougansk. Le convoi de voitures avec les logos "#Zanachikh" ("#Pour les nôtres"), "#sVoikhnebrosaem" ("#On n’abandonne pas les siens") a fourni les produits alimentaires et les biens de première nécessité. Gadjiev a également organisé l'envoi de matériels militaires pour ses compatriotes, engagés volontaires  qui combattent en Ukraine.
En 2022, le chef de la république populaire de Donetsk, Denis Pouchiline, a exprimé sa reconnaissance à Magomed Gadjiev pour "son soutien global et sa participation personnelle au sort du Donbass".

## Activité législative
De 2004 à 2019, pendant la durée de son mandat  du député de la Douma d'État des IVe, Ve, VIe et VIIe législatures, il s’est porté co-auteur de 303 initiatives législatives et amendements à des projets de lois fédérales, y compris celles concernant l'annexion de la Crimée,.
En tant que membre de la faction du parti Russie unie, il a voté pour un certain nombre de projets de loi, y comris le Paquet Iarovaïa, qui interdit aux citoyens américains d'adopter des enfants russes.

## Grades
Major-général du service des impôts.

## Critiques
Un groupe de politiciens de l'Union européenne, des États-Unis et de l’Ukraine a appelé à adopter des sanctions contre Magomed Gadjiev et d'autres personnes à la suite de leur soutien de l'invasion de l’Ukraine par la Russie. En particulier, le politologue américain Jason Smart a publié un post sur Twitter où il a noté que "Magomed Gadjiev devrait s'exposer à des sanctions des États-Unis et de l'Union européenne, et ne pas vivre sa vie luxueuse dans les pays occidentaux en soutenant la guerre en Ukraine",,.
À la suite d’une investigation journalistique, l'édition roumaine de RBM (Romanian Global News) a communiqué que Magomed Gadjiev avait tenté d'obtenir la citoyenneté européenne en échange de fourniture d’informations sur les autorités et les oligarques russes,.
Selon EU Reporter et la chaîne de télévision ukrainienne FreeDom, Gadjiev possède des biens immobiliers en France et à Miami,.